# 6247 Amanogawa
A 6247 Amanogawa (ideiglenes jelöléssel 1990 WY3) a Naprendszer kisbolygóövében található aszteroida. Endate, K. és Vatanabe Kazuró fedezte fel 1990. november 21-én.